# I'm Gonna Git You Sucka
I'm Gonna Git You Sucka é um filme de comédia norte-americano de 1988. O filme, dirigido por Keenen Ivory Wayans (que também estrela o filme), parodia o movimento cinematográfico norte-americano da década de 1970, blaxploitation.

## Elenco
- Keenen Ivory Wayans como Jack Spade
- Bernie Casey como John Slade
- Ja'Net DuBois como Belle
- Isaac Hayes como Hammer
- Jim Brown como Slammer
- Antonio Fargas como Flyguy
- Steve James como Kung Fu Joe
- John Vernon como Mr. Big
- Dawnn Lewis como Cheryl
- Kadeem Hardison como Willie
- Damon Wayans como Leonard
- Chris Rock como Rib Joint Customer